# Dryadillo uenoi
Dryadillo uenoi är en kräftdjursart som beskrevs av Nunomura 1995. Dryadillo uenoi ingår i släktet Dryadillo och familjen Armadillidae. Inga underarter finns listade i Catalogue of Life.